# États généraux de Lorraine
Les États généraux de Lorraine étaient une institution du duché de Lorraine, qui a existé entre le Moyen Âge central et 1629.

## Composition
De même que les États généraux du royaume de France, les États généraux de Lorraine étaient composés de trois groupes de députés, représentant respectivement le clergé, la noblesse et la bourgeoisie urbaine.

## Rôle
Les États généraux pouvaient autoriser le duc à lever un impôt sur toutes les personnes résidant dans le duché. Cet impôt, qui s'appelait une aide générale, pouvait prendre la forme d'un impôt direct (une quantité d'argent que devait payer chaque foyer ou feu, voire conduit en Lorraine) ou indirect (une taxe sur chaque marchandise échangée avec généralement un taux majoré pour la bière et le vin vendus au détail en taverne).
Les États généraux étaient également amenés à se prononcer sur l'évolution de la coutume de Lorraine et c'est à eux qu'il revenait de déclarer la majorité du souverain après une période de régence.

## Liste des sessions
Les listes qui suivent sont issues de l'ouvrage d'Auguste Digot.